# Междуреченск
Междуре́ченск (до 1955 года посёлок Ольжерас) — город в Кемеровской области России. Вместе с одиннадцатью посёлками Междуреченского района Кемеровской области составляет муниципальное образование Междуреченский городской округ. Это один из крупнейших по количеству жителей, третий по площади город Кемеровской области. Расположен на юге Западной Сибири, между реками Томь и Уса, в юго-восточной части Кузнецкого угольного бассейна (Кузбасса).
Город входит в состав Новокузнецкой (Кузбасской) агломерации, население которой насчитывает около 1 млн 150 тыс. человек (2013); она является 12-й по величине в стране и четвёртой в Сибири после Новосибирской, Красноярской и Омской городских агломераций; помимо Новокузнецка, включает в себя города Калтан, Киселёвск, Междуреченск, Мыски, Осинники, Прокопьевск, а также поселения Междуреченского городского округа, Новокузнецкого и Прокопьевского муниципальных районов Кемеровской области. Является одной из немногих агломераций-миллионеров при российских городах-немиллионерах.
Распоряжением Правительства РФ от 29 июля 2014 года № 1398-р «Об утверждении перечня моногородов» город включён в категорию «Монопрофильные муниципальные образования Российской Федерации (моногорода), в которых имеются риски ухудшения социально-экономического положения».

## Этимология
В 1955 году посёлок Ольжерас и новопостроенный город на противоположном берегу Усы были объединены под названием Междуреченск. То есть междуречье Усы и Томи. Посёлок Ольжерас получил своё название от одноимённой реки.

## Физико-географическая характеристика
Географическое положение
Междуреченск расположен на юго-востоке Кемеровской области, в 63 км восточнее города Новокузнецка и в 307 км юго-восточнее областного центра города Кемерова, на высоте в среднем 240 м над уровнем моря, у впадения реки Усы в Томь, отсюда и название. Междуреченск — один из наиболее удалённых городов от областного центра. Расстояние до Москвы 3 186 км по прямой, 3 950 км по автодорогам.
Часовой пояс
Город Междуреченск, как и вся Кемеровская область, находится в часовой зоне МСК+4. Смещение применяемого времени относительно UTC составляет +7:00.
Климат
Междуреченск характеризуется резко континентальным климатом со значительными годовыми и суточными колебаниями температур, а также большим количеством осадков.
- Среднегодовая температура — 0,1 C°
- Средняя температура января — 15 C°
- Средняя температура июля + 18,5 C°
- Абсолютный температурный минимум — 48 C°
- Абсолютный температурный максимум + 39 C°
- Среднегодовая скорость ветров 2,9 м/с
- Повторяемость штилевых ситуаций в городе составляет 51 %
- Средняя продолжительность безморозного периода 107 дней

Город расположен в зоне достаточного увлажнения: в среднем выпадает от 750 до 1400 мм осадков в год. Снежный покров устанавливается в первых числах ноября (в горах — в октябре). Высота снежного покрова в районе города около 1,0 м, в горах — от 2,5—3,0 м (на склонах) до 4,0—7,0 м (в межгорных понижениях). Процесс таяния снега и ледников в горах ежегодно создаёт угрозу затопления территории городской черты. Продолжительность снежного покрова — около 160 дней. Средняя глубина промерзания почвы на территории города составляет около 190 см. Преобладающее направление ветров западное и восточное.
Суровый температурный режим сопровождается повышенной влажностью атмосферного воздуха вследствие расположения городского округа между реками на болотистой местности. Ситуацию усугубляет недостаток солнечного света (в основном пасмурная или облачная погода).

## История
Вплотную за изучение южной части Кузбасса взялись[кто?] в 1914 году. Леонид Лутугин, ведущий работы по изучению, назвал этот район Томусинский (по названию рек Томь и Уса). После его смерти работы продолжил Василий Яворский. В годы Великой Отечественной войны в связи с оккупацией Донбасса войсками нацистской Германии потребовалось резко увеличить добычу угля, поэтому в 1943 году были развёрнуты большие разведочные работы трестом «Кузбассуглегеология». С 1948 по 1949 была построена автомобильная дорога Новокузнецк-Междуреченск.
В 1949 году Георгий Радченко с помощниками начал работы в среднем течении реки Ольжерас (правый приток реки Усы). В ущелье они открыли уникальное[уточнить] месторождение жирных и коксующихся углей, получившее название «Распадское». Эта группа геологов подготовила всю характеристику угольных пластов Томусинского района для проекта угольной шахты и безотлагательного освоения местности, выявленные запасы составляли девятую часть запасов угля всего Кузбасса.
На место, где предполагалось строительство лагеря на шесть с половиной тысяч заключённых, будущих строителей шахты и обогатительной фабрики, из Сталинска отправился первый этап из двадцати семи заключённых. Случилось это 27 марта 1948 года.
В 1952 году было создано первое строительное управление — Томское. И если до этого застройка была неплановой и деревянной, то с образованием управления началась плановая застройка города на противоположном берегу Усы. В этом же году и по 1953 год на лесоповал в пос. Сыркаш (ныне район Междуреченска) был переведён заключённый этнолог, географ и историк Лев Николаевич Гумилёв.
23 июня 1955 года посёлок Ольжерас и построенный город были объединены под общим названием Междуреченск.
В 1989 году в Междуреченске началась первая значительная забастовка шахтёров в СССР.
8—9 мая 2010 года произошли два взрыва метана на шахте «Распадская». Недовольство шахтёров, вызванное отсутствием реакции местных и федеральных властей на требования о повышении зарплаты и улучшении условий труда, переросло в массовые гражданские волнения. 12 и 14 мая состоялись митинги. В ходе митинга 14 мая часть митингующих перекрыла железнодорожную магистраль Новокузнецк — Абакан и была разогнана ОМОНом. В память о жертвах аварии на шахте «Распадская» построена часовня в честь святой великомученицы Варвары.

### Герб
В 1966 году был объявлен конкурс на лучший герб города, в котором было рассмотрено 59 эскизов. После рассмотрения представленных эскизов лучшим был признан проект герба под № 48, который городской комитет ВЛКСМ и предложил для утверждения.
28 августа 1966 года газета «Знамя шахтёра» представила жителям Междуреченска герб: «Щит разделён на два поля: красное (вверху) — цвет труда и зелёное (нижнее) — цвет тайги. В свете вспыхнувшей искры кусок угля — главного нашего богатства. На зелёном поле — две голубых ленты — Томь и Уса. Таким образом, герб олицетворяет две главнейшие особенности города — направленность труда его жителей и природные условия».
Автор герба совершил небольшую ошибку. Дело в том, что река Уса впадает в реку Томь с её правого берега. В гербе 1966 года сходящиеся реки изображены текущими в левую геральдическую сторону (от зрителя — в правую), что не соответствовало действительности. Ошибка была исправлена, и 18 марта 1993 года был утверждён изменённый герб.

## Население
Население города Междуреченск на 1 января 2024 года: 95 080
| 1959     | 1962     | 1967     | 1970     | 1973     | 1975     | 1976     | 1979     | 1982     | 1985     | 1986     |
| -------- | -------- | -------- | -------- | -------- | -------- | -------- | -------- | -------- | -------- | -------- |
| 54 513   | ↗64 000  | ↗79 000  | ↗81 739  | ↗86 000  | ↗89 000  | →89 000  | ↗91 296  | ↗96 000  | ↗103 000 | →103 000 |
| 1987     | 1989     | 1990     | 1991     | 1992     | 1993     | 1994     | 1995     | 1996     | 1997     | 1998     |
| ↗104 000 | ↗107 014 | ↘104 000 | ↗108 000 | →108 000 | →108 000 | ↘107 000 | ↘105 000 | ↘104 000 | →104 000 | →104 000 |
| 1999     | 2000     | 2001     | 2002     | 2003     | 2004     | 2005     | 2006     | 2007     | 2008     | 2009     |
| ↗104 500 | ↘104 400 | ↗105 300 | ↘101 987 | ↗102 000 | ↗102 300 | ↗103 000 | ↗103 700 | ↘103 500 | ↗103 800 | ↗103 950 |
| 2010     | 2011     | 2012     | 2013     | 2014     | 2015     | 2016     | 2017     | 2018     | 2019     | 2020     |
| ↘101 678 | ↘101 575 | ↘100 725 | ↘99 809  | ↘98 895  | ↘98 831  | ↘98 734  | ↘97 895  | ↘97 060  | ↘96 159  | ↗96 299  |
| 2021     | 2025     |          |          |          |          |          |          |          |          |          |
| ↘96 174  | ↘94 435  |          |          |          |          |          |          |          |          |          |

На 1 января 2025 года по численности населения город находился на 179-м месте из 1124 городов Российской Федерации.

## Управление городом
Согласно Уставу Междуреченского городского округа:
- Совет народных депутатов Междуреченского городского округа — представительный орган местного самоуправления,
- Глава Междуреченского городского округа — глава муниципального образования,
- Администрация Междуреченского городского округа — исполнительно-распорядительный орган муниципального образования,
- контрольно-счётная палата города Междуреченска — орган финансового контроля муниципального образования.

### Главы города
С 1991 по 2010 городом управлял Щербаков Сергей Федорович. 2011 по 2015 годы городом управлял Вадим Шамонин. 6 марта 2015 года ушёл со своего поста в связи с утратой доверия. С 2015 года по 21 сентября 2018 года обязанности главы округа исполнял Сергей Кислицын.
С 20 октября 2018 года по 10 марта 2023 года главой являлся Чернов Владимир Николаевич.
С мая 2023 года по июль 2025 Междуреческ возглавлял Сергей Перепелищенко
С июля 2025 года главой Междуреченска назначен Павел Иванович Камбалин.

### Совет народных депутатов
В состав совета в 2025 году избраны 25 депутатов.

## Образование
Школы (в том числе Опорная школа РАН), детские сады, Междуреченский горностроительный техникум, малый филиал Кемеровского облмедколледжа. Филиал КузГТУ.

## Экономика

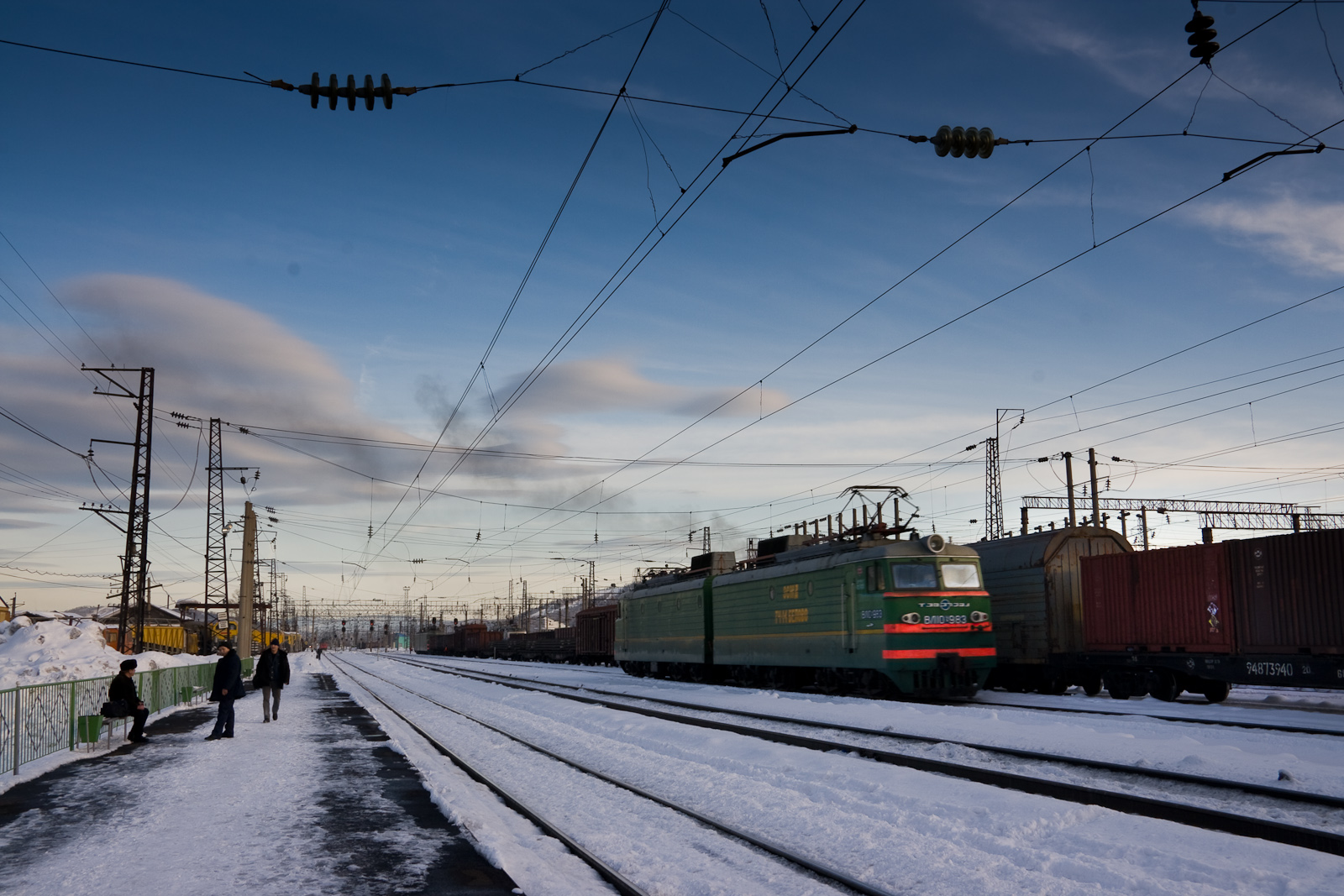
Железнодорожная станция «Междуреченск-Пассажирский»

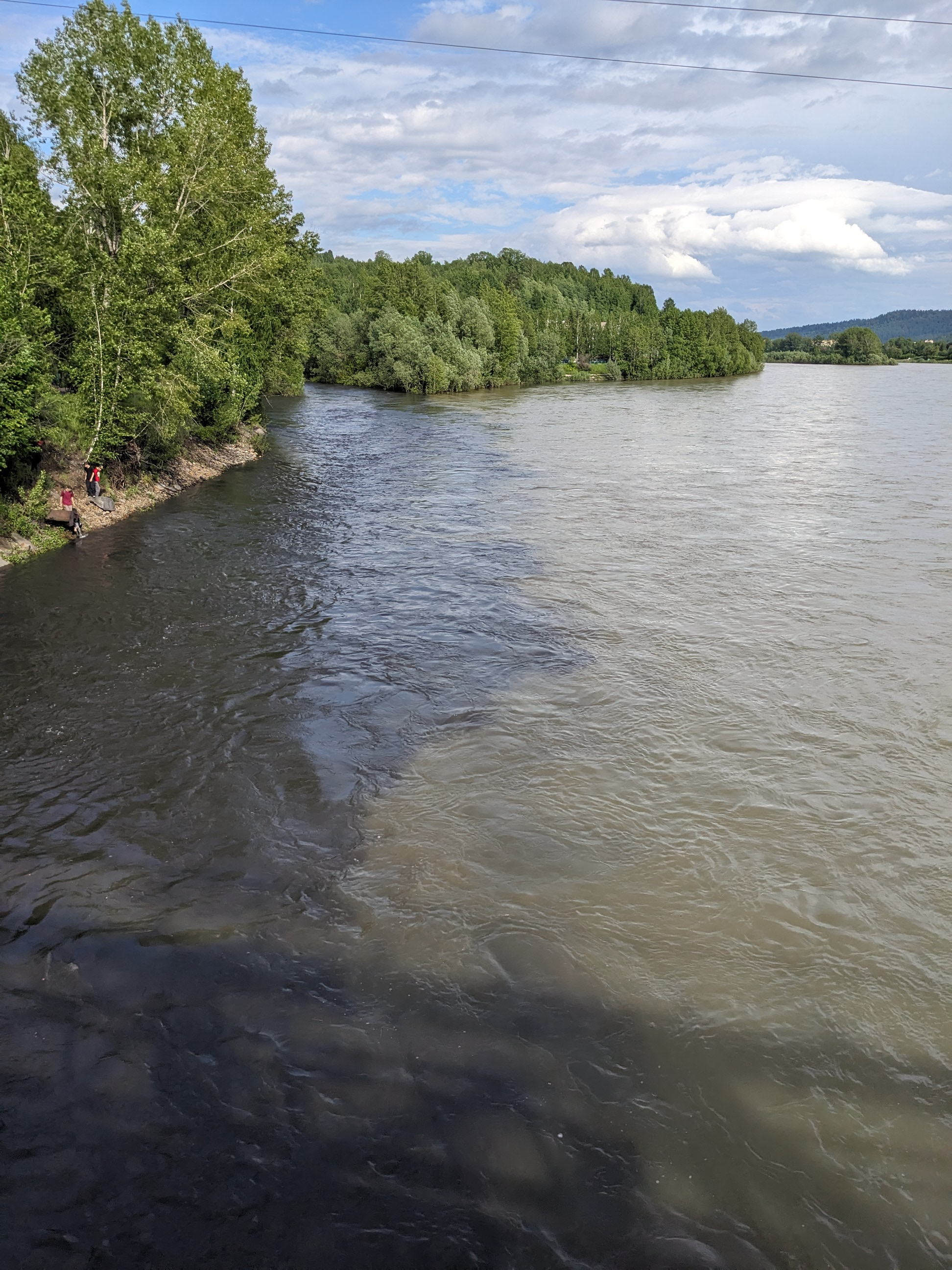
Слияние реки Ольжерас (тёмная вода из-за угольного штыба слева) и реки Уса

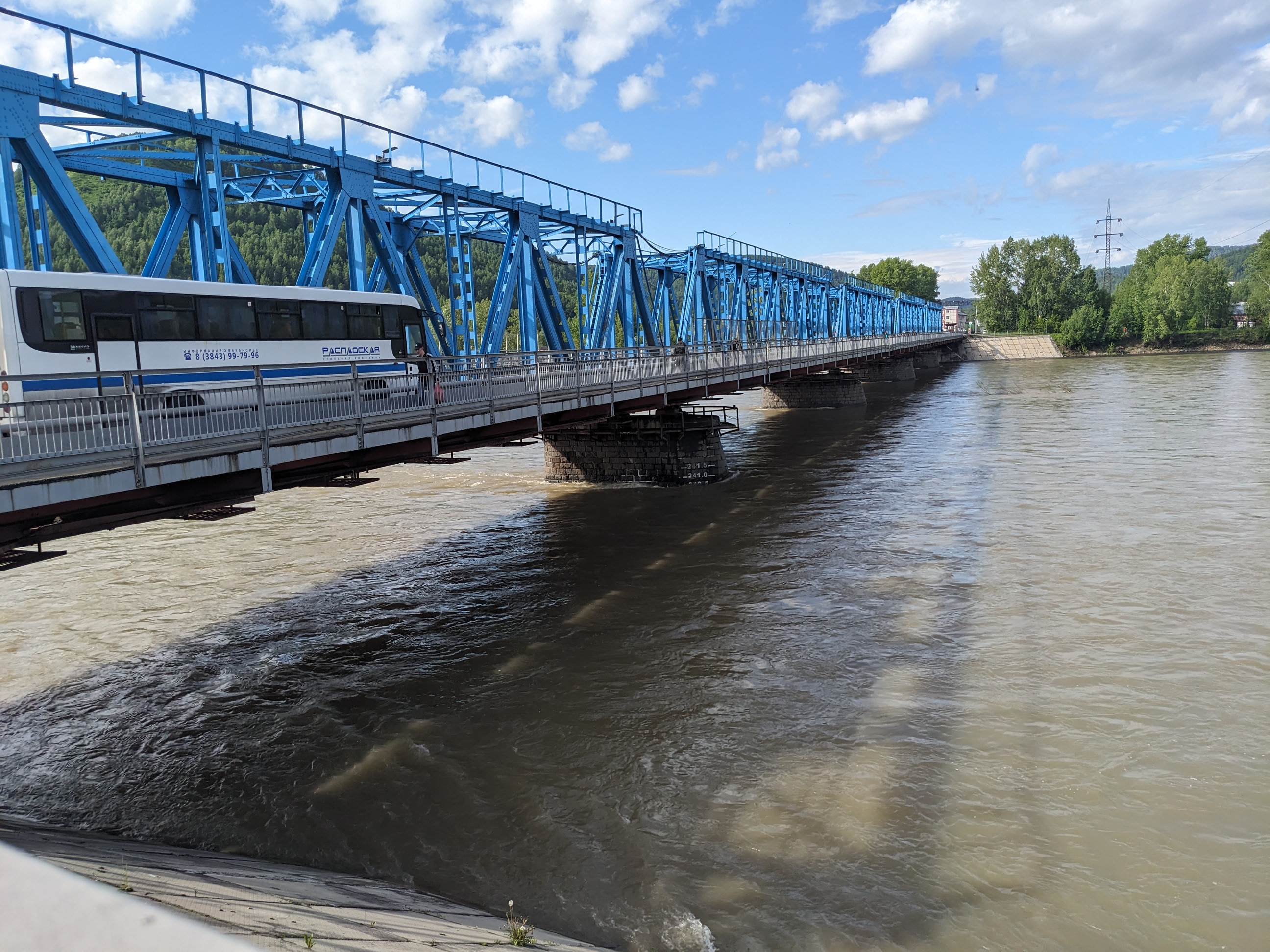
Усинский мост

Основная отрасль экономики — добыча каменного угля (угли коксующиеся и энергетические), поступающего в основном на заводы чёрной металлургии и электростанции Южного Кузбасса.
- Шахты: «Распадская» (крупнейшая в России, входит в состав одноимённой угледобывающей компании, штаб-квартира которой также расположена в городе), ОАО «Междуреченская угольная компания-96» (законсервирована в 2016 году), «Распадская Коксовая», «имени В. И. Ленина», «Томская» (закрыта), «Ольжерасская-новая». (Шахта имени Л. Д. Шевякова закрыта после аварии 1 декабря 1992 года, в результате которой погибли 25 горняков).
- Разрезы: «Красногорский», «Ольжерасский», «Междуреченский», «Томусинский», «Распадский».
- Фабрики по обогащению добываемого угля: «Кузбасская», «Томусинская», «Красногорская», «Распадская», «Междуреченская».
- Золотодобывающие предприятия: АО "Артель старателей «Золотой полюс».

В городе расположено управление ПАО «Угольная компания Южный Кузбасс», подчинённое группе «Мечел». Предприятия, входящие в состав компании, осуществляют добычу угля как подземным (шахта «Ольжерасская-Новая», шахта имени В. И. Ленина, шахта «Сибиргинская», строящаяся шахта «Ерунаковская»), так и открытым (разрезы «Красногорский», «Ольжерасский», «Сибиргинский») способом. В состав угольной компании входят также предприятия по переработке и обогащению угля (ГОФ «Томусинская», ЦОФ «Кузбасская», ОФ «Красногорская», ЦОФ «Сибирь», строящаяся ОФ «Сибиргинская»).
По виду деятельности «добыча полезных ископаемых» объём отгруженной продукции в фактических ценах за 2009 год составил 40,52 млрд рублей.
Крупными и средними предприятиям города за 2009 год добыто 24,3 млн тонн угля.
Предприятиями обрабатывающих производств отгружено товаров собственного производства, выполнено работ и услуг собственными силами за 2009 год на сумму 1,429 млрд рублей.
Обрабатывающая промышленность
Томусинский ремонтно-механический завод.
Пищевая промышленность
Хлеб в городе пекут 4 предприятия, основную долю рынка занимал ОАО «Хлебокомбинат», в настоящее время банкрот.
ПАО «Славянка» занимается производством пива, газированных напитков, обеспечивая своей продукцией не только Междуреченск, но и близлежащие города Сибири.
Недалеко от пос. Усинского добывают питьевую и минеральную воду торговой марки «Югус».
Торговля и общественное питание
Торговлю и общественное питание в городе представляют 1 рынок, 400 магазинов (199 по продаже продовольственных и 201 по продаже непродовольственных товаров). Общественное питание представляют 2 ресторана, 26 баров и кафе и 5 столовых.
Банки
- Банк ВТБ
- Сбербанк России
- Совкомбанк
- Углеметбанк
- Банк «Уралсиб»
- Хоум Кредит энд Финанс Банк
- ОТП Банк

Влияние мирового финансового кризиса 2008 года на экономику города
В октябре 2008 года, в связи с падением спроса на сталь и цен на неё, возникла проблема снижения спроса на добываемый уголь. Проблема усугубила задержки значительного объёма платежей поставщикам угля от металлургических комбинатов за уже поставленный уголь. Угольные предприятия города, на которых работает почти 50 % трудоспособного населения, пошли на сокращение рабочих смен в среднем на 20 %, а также на приостановку социальных выплат, которые не являются обязательными по Трудовому кодексу РФ. Всё это привело к значительному падению доходов населения города. Массовых сокращений на угольных предприятиях города по состоянию на середину февраля 2009 года не последовало.
Начиная с мая 2009 года компания «Южный Кузбасс» перевела своих сотрудников на работу в режиме полной рабочей недели.
Транспорт
Деятельность по перевозке пассажиров автомобильным транспортом общего пользования осуществляют 88 автобусов (графиков), ежедневно работающих на маршрутной сети Междуреченского городского округа, в том числе 14 автобусов (графиков) Междуреченского ГП АТП КО и 74 автобуса (графика) коммерческих организаций.
Перевозка легковым транспортом осуществляется несколькими частными таксомоторными фирмами: «Метро», «Кузбасс», «Гранд», «Альянс», «Next», «Яндекс. Такси», «Uber»
Автобус междугородный до Новокузнецка, Кемерово, Таштагола, Томска, Новосибирска, Барнаула.

## Спорт
Город является одним из центров горнолыжного спорта России: трасса слалома-гиганта, трасса специального слалома, пункт проката, обе трассы оборудованы канатно-бугельными и кресельными подъёмниками, комплекс трамплинов, лыжная база, гостиницы.
В городе действуют 7 детско-юношеских спортивных школ: комплексная, по спортивным играм (волейбол, баскетбол), футболу, хоккею с шайбой и фигурному катанию, школа единоборств, две школы олимпийского резерва по горным лыжам, по прыжкам с трамплина и лыжному двоеборью. Также имеется один коммерческий пейнтбольный клуб и лазертаг-клуб «Полигон 42».
Для занятий спортом работают более 150 спортивных сооружений, в том числе: ледовый дворец «Кристалл», 2 стадиона, 3 лыжные базы, стрелковый тир, плавательный бассейн, спортивные залы, пейнтбольная арена.
Ежегодно в апреле на реке Ольжерас проводятся соревнования по водному туризму «Веснянка», собирающие спортсменов многих городов Сибири.
Хоккейная команда «Вымпел» была пятикратным чемпионом 1 лиги, но прекратила своё существование.
Футбольный клуб «Распадская», многократный победитель зонального турнира первенства России среди любительских команд третьего дивизиона.

### Туризм и отдых

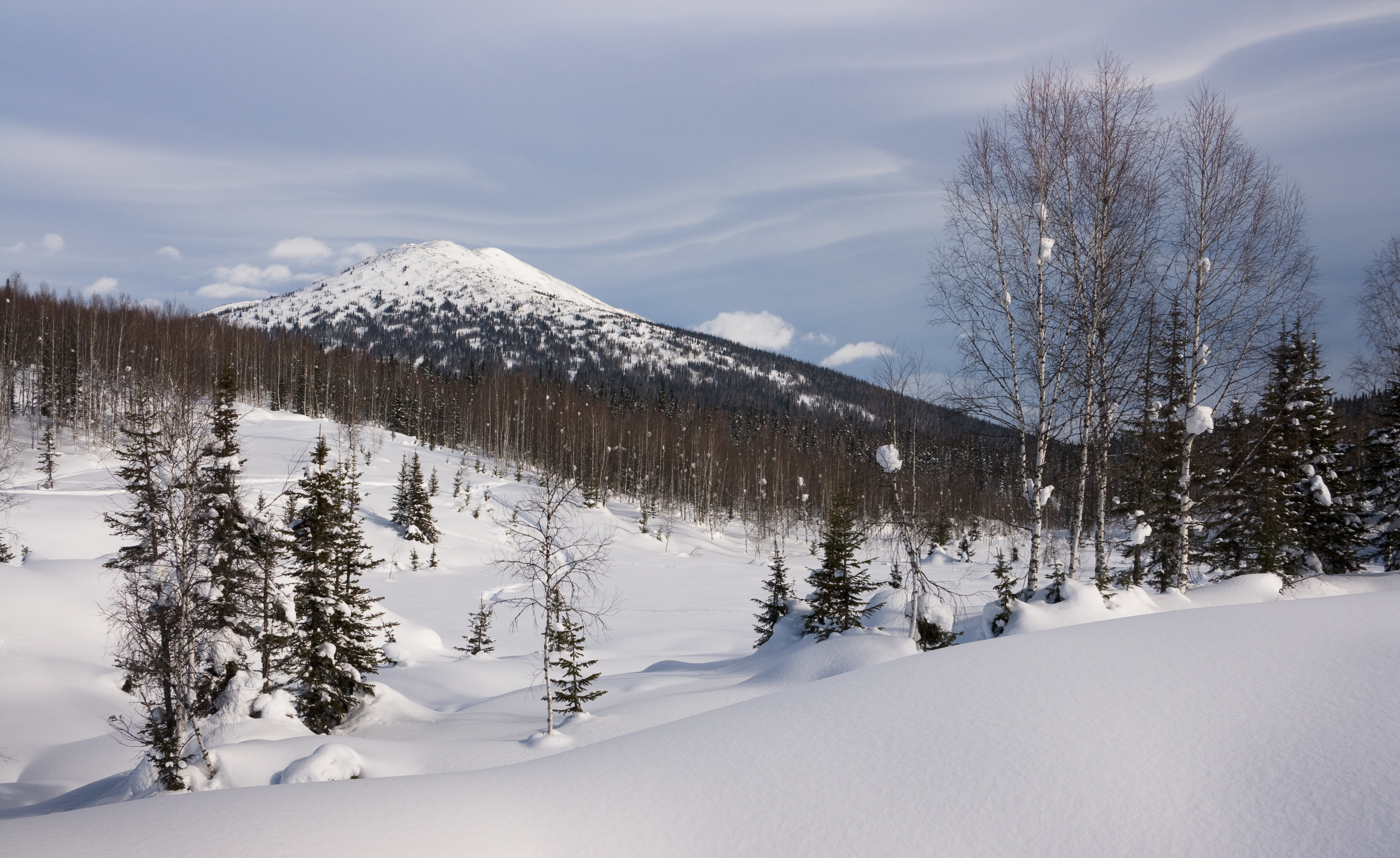
Горный хребет «Поднебесные зубья»

Междуреченск окружён не только двумя чистыми реками, но и горами. В 60 км восточнее города располагается горный массив Поднебесные Зубья, пользующийся популярностью у сибирских туристов, совершающих летние пешие и зимние лыжные походы.
Немногим далее Поднебесных Зубьев течёт река Казыр, по которой сплавляются в основном обученные туристы-водники (сложность доходит до 5 категории). Любители спокойного отдыха сплавляются по рекам Томь и Уса.
К северу от города расположен заповедник «Кузнецкий Алатау». Один из туристических маршрутов заповедника — «Сплав по реке Уса» — проходит по территории Междуреченского городского округа. Для его посещения необходимо получить путёвку в администрации заповедника, которая также расположена в Междуреченске. На въезде в город расположен экологический центр заповедника «Кузнецкий Алатау», где имеются вольерный комплекс с дикими животными, Центр реабилитации диких птиц «Крылья», Музей природы, конный прокат.
Санаторно-курортные организации представлены санаторием «Солнечный» на 150 мест и санаторием-профилакторием «Романтика» на 220 мест. Действует несколько баз отдыха, самая крупная из них — оздоровительный комплекс «Фантазия» на 47 мест.
Вблизи города расположен горнолыжный комплекс «Югус» (на одноимённой горе). Вблизи от горнолыжных трасс имеются трамплины с искусственным покрытием.

## Природоохранные организации
- Управление заповедника Кузнецкий Алатау, а также экоцентр.
- Центр заказника п. Бельсинский.

## СМИ
Пресса
- «Контакт»
- «Знамя шахтёра в новом тысячелетии»
- «Частник-М»
- «Реклама Междуреченска»

Телевидение
- Первый канал
- Россия 1 / ГТРК Кузбасс
- ТВ Центр
- НТВ
- Пятый канал
- РЕН ТВ
- СТС
- ТВ3
- КВАНТ (Городской телеканал)

Радиостанции
- 70.64 УКВ — Радио России / Радио Кузбасса (Молчит)
- 93,4 FM — Дорожное Радио
- 99,8 FM — Радио Дача
- 100,2 FM — Апекс Радио
- 100,8 FM — Радио России / Радио Кузбасса
- 101,8 FM — Кузбасс FМ / КВАНТ Радио
- 103,3 FM — Европа Плюс
- 103,7 FM — Русское радио
- 104,7 FM — Радио ENERGY
- 105,3 FM — Радио для двоих
- 106,4 FM — Радио Ваня
- 107,2 FM — (ПЛАН) Love Radio
- 107,7 FM — Авторадио

## Связь
Телефонный код города — 38475. Междугородняя телефонная связь обеспечивается ОАО «Сибирьтелеком» и ОАО «РИКТ» (IP-телефония).
В отличие от большинства городов Кузбасса, местная телефонная связь осуществляется не компанией «Сибирьтелеком», а ОАО «РИКТ». С одной стороны, такое положение дало в начале 1990-х годов возможность заменить устаревшее оборудование АТС на современное итальянское (итальянская компания Italtel тогда стала одним из акционеров компании) и устанавливать свои тарифы на телефонную связь. С другой стороны, ОАО «РИКТ» является и интернет-провайдером, и долгое время занимало огромную долю на рынке услуг доступа в Интернет, не давая возможность развиваться другим провайдерам из-за повремённой оплаты телефонной связи.
В 2020 году АО «РИКТ» было поглощено компанией ПАО «МТС».
На январь 2021 г. доступ в Интернет населению предоставляют 5 провайдеров:
- ООО «РТА Телеком»
- ПАО «МТС»
- АО «Ростелеком»
- ООО «Интекс»
- ООО «Сибирские сети» (Ethernet).

В 2000 году ОАО «РИКТ» была запущена городская сеть «Интранет», позднее переименованная в «МеждуNet», включающая в себя несколько информационных и развлекательных ресурсов.
В 2006 году ОАО «РИКТ» и ООО «Завод РТА» создали пиринговую сеть, однако в 2007 году по инициативе РИКТ отношения были разорваны. Через год «Завод РТА» и «Интекс-сервис» подписали пиринговое соглашение.
В 2007 году ООО «Портал», работающий в то время, объявил о запуске IP-телевидения, позднее о намерениях запуска сервиса сообщили и другие провайдеры. 8 февраля 2010 г. ОАО «РИКТ» был объявлен ввод услуги IP-телевидения в коммерческую эксплуатацию.
С 2013 года услуги связи для государственных учреждений и предприятий города оказывает национальный оператор связи «Энфорта» (ООО «ПРЕСТИЖ-ИНТЕРНЕТ»).
В городе работают сети мобильной связи стандартов GSM («Билайн», «МТС», «СТЕК», «Мегафон», «Tele2») и CDMA («Скай Линк») а также 3G сети с поддержкой технологии HSDPA, («Билайн», «МТС», «Мегафон»)
Общий индекс города — 652870. В городе работают 10 почтовых отделений, некоторые из которых предоставляют услуги общего доступа в Интернет.

## Религия
Русская православная церковь
- Часовня в честь святой великомученицы Варвары[19]
- Храм всех Святых
- Свято-Никольский храм
- Храм Святой Троицы
- Храм Казанской иконы Божией Матери (п. Усинский)